# سیارک ۱۶۵۶۳
سیارک ۱۶۵۶۳ (به انگلیسی: 16563 Ob، نامگذاری:1992BF2) شانزده هزار و پانصد و شصت و سومین سیارک کشف شده‌است که در ۳۰ ژانویه ۱۹۹۲ کشف شد.
قدر مطلق سیارک برابر ۳۷.۱ است.